# Jorge Canales
Jorge Roberto Canales Gross (Chile; 5 de mayo de 1986) es un futbolista chileno. Formado en las canteras de Universidad Católica, juega habitualmente como volante de contención o salida. 
Actualmente se encuentra sin club. Destaca por su fuerza, movilidad, claridad en el juego y habilidad en pelotas detenidas.
En el año 2008 tuvo su mejor temporada en la tercera división del fútbol chileno, siendo capitán del Club Deportes Ovalle, y llevándolo por primera vez en su historia a una final de COPA CHILE, la cual perdieron a manos de la Universidad de Concepción, el mismo año llegó a la final de tercera división, perdiendo en un apretado encuentro frente a Colchagua en la VI REGIÓN.

## Clubes
| Club              | País  | Año         |
| ----------------- | ----- | ----------- |
| Deportes Ovalle   | Chile | 2008 - 2009 |
| Provincial Osorno | Chile | 2010        |

- Datos: Q5934693